# Rocques
Rocques ist eine französische Gemeinde mit 286 Einwohnern (Stand 1. Januar 2022) im Département Calvados in der Region Normandie. Sie gehört zum Arrondissement Lisieux und zum Kanton Pont-l’Évêque. 
Sie grenzt im Nordwesten an Norolles, im Norden an Fauguernon, im Osten an Hermival-les-Vaux, im Süden an Lisieux und im Westen an Ouilly-le-Vicomte. 

## Bevölkerungsentwicklung
| Jahr      | 1962 | 1968 | 1975 | 1982 | 1990 | 1999 | 2008 | 2015 |
| --------- | ---- | ---- | ---- | ---- | ---- | ---- | ---- | ---- |
| Einwohner | 294  | 244  | 201  | 209  | 287  | 308  | 318  | 292  |

## Sehenswürdigkeiten
- Kirche Saint-Ouen, seit 1946 als Monument historique ausgewiesen

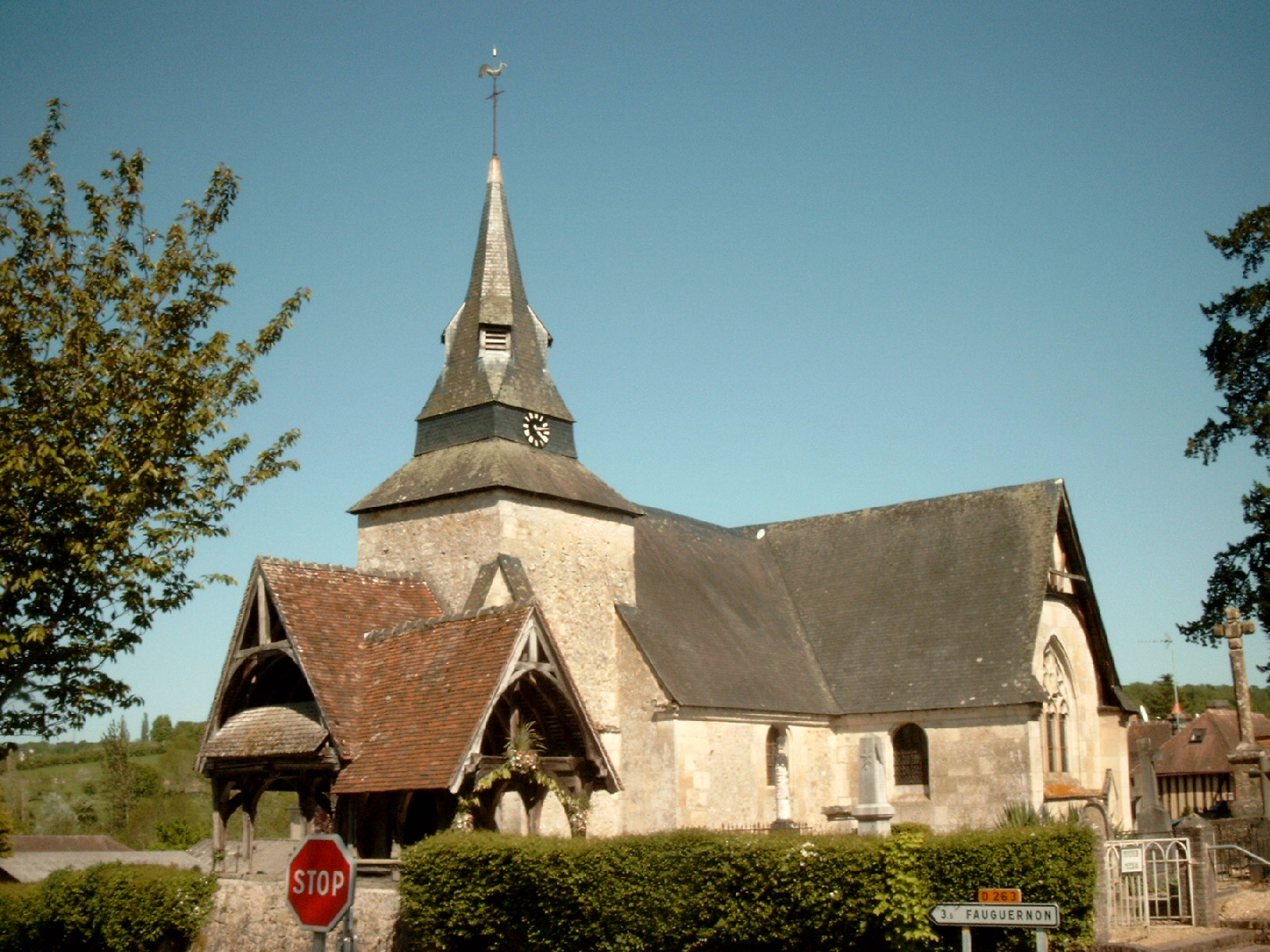
Kirche Saint-Ouen

- Oratorium